# Мкртчян Карлен Вардкесович
Карлен Вардкесович Мкртчян (вірм. Կառլեն Վարդկեսի Մկրտչյան, 25 листопада 1988, Єреван) — вірменський футболіст, півзахисник збірної Вірменії та донецького «Металурга».

## Клубна кар'єра
Професійну футбольну кар'єру розпочав 2007 року у другій команді вірменського «Пюніка», того ж року дебютував й у складі головної команди клубу. Відіграв за найсильніший на той час клуб Вірменії протягом чотирьох років, виборовши разом з командою чотири чемпіонські титули та двічі виборовши Кубок країни.
Навесні 2011 року уклав трирічний контракт з представником української Прем'єр-ліги донецьким «Металургом». Оскільки на той час трансферне вікно в Україні вже було «зачинене», перехід став можливим завдяки наданню гравцеві його попереднім клубом статуса вільного агента.
У серпні 2013 року перейшов до російського «Анжі», в якому провів один рік, після чого махачкалінський клуб вилетів з Прем'єр-ліги, а Карлен повернувся до «Пюніка».
На початку 2015 року перейшов в казахстанський «Тобол», проте вже влітку знову став гравцем «Анжі», яке повернулося в елітний російський дивізіон.

## Виступи за збірні
Протягом 2007–2010 років викликався до складу молодіжної збірної Вірменії, за яку провів 13 матчів, відзначившись одним забитим голом.
Починаючи з 2008 року — гравець національної збірної Вірменії.

## Досягнення
- Чемпіон Вірменії (4): 2007, 2008, 2009, 2010
- Володар Кубка Вірменії (2): 2009, 2010
- Володар Суперкубка Вірменії: 2007, 2009
- Найкращий футболіст Вірменії: 2010